# Líder da SS e da Polícia

Bandeira da Schutzstaffel

Bandeira da Ordnungspolizei

Líder da SS e da Polícia (SS und Polizeiführer) era o título que designava um alto funcionário do Partido Nazista que comandava vários componentes da Schutzstaffel e também da polícia uniformizada alemã (Ordnungspolizei), antes e durante a Segunda Guerra Mundial, na Alemanha, bem como nos territórios por ela ocupados.

## Níveis
Foram estabelecidos três níveis de subordinação para os titulares deste título:
- Líder da SS e da Polícia (SS- und Polizeiführer, SSPF)
- Líder Superior da SS e da Polícia (Höherer SS- und Polizeiführer, HSSPF)
- Líder Supremo da SS e da Polícia (Höchster SS- und Polizeiführer, HöSSPF)

## Estabelecimento
O cargo de Höherer SS- und Polizeiführer (HSSPF) foi autorizado por um decreto de 13 de novembro de 1937, assinado pelo Ministro do Interior do Reich, Wilhelm Frick. Este decreto autorizou a criação de HSSPF em cada um dos 13 Wehrkreise (Distritos Militares) da Wehrmacht, mas apenas em caso de mobilização. Naquela época, o HSSPF serviria como vice de Heinrich Himmler, o Reichsführer-SS e Chefe da Polícia Alemã, com o propósito de coordenar e integrar todas as SS locais e regionais e formações policiais na organização de defesa do Reich. Os primeiros HSSPF ativados foram aqueles nomeados na Wehrkreise, na fronteira com a Áustria, durante a crise do Anschluss, em março de 1938, e na Tchecoslováquia, durante o verão e outono do mesmo ano. 
As nomeações para esses cargos vieram das fileiras dos SS-Oberabschnitte Führer (principais líderes distritais da SS) existentes e, em quase todos os casos, eles ocuparam os dois cargos simultaneamente. Os Oberabschnitte eram os comandos SS em cada uma das Wehrkreise. O propósito do SS Superior e Líder da Polícia era ser uma autoridade de comando direta para cada SS e unidade policial nestas regiões geográficas, respondendo apenas a Himmler e, através dele, a Adolf Hitler. Eles deveriam atuar como principal elemento de ligação de Himmler e unificador de todos os componentes da SS e da polícia de uma região. 
Após o Anschluss de março de 1938, quando a Áustria foi absorvida pelo Reich Alemão, dois novos Wehrkreise e o HSSPF correspondente também foram estabelecidos lá. Da mesma forma, após a conquista da Polônia em outubro de 1939, foram criados dois Wehrkreise adicionais e o HSSPF correspondente para as áreas polacas que foram diretamente incorporadas no Reich. 
No entanto, em todos os outros territórios ocupados, não havia Wehrkreise estabelecida, pelo que o HSSPF existia como entidade independente. No entanto, eles tinham algo que os HSSPFs do Reich não tinham – vários comandos subordinados da SS- und Polizeiführer (SS e Líder da Polícia, SSPF) subordinados a eles. Esses cargos foram criados a partir de novembro de 1939 para auxiliar o HSSPF na administração das grandes áreas sob sua jurisdição. 
Finalmente, no outono de 1943, Himmler criou dois postos Höchster SS- und Polizeiführer (SS Supremo e Líder da Polícia, HöSSPF) com jurisdição sobre territórios muito grandes; estes foram a Itália (1943–1945) e a Ucrânia (1943–1944), cada uma das quais tinha tanto o HSSPF como o SSPF subordinados a eles. 

## Operações
Os líderes das SS e da polícia comandavam diretamente um estado-maior com representantes de quase todos os ramos das SS e da polícia. Isso normalmente incluía a Ordnungspolizei (polícia regular), SiPo (polícia de segurança), incluindo a Gestapo (polícia secreta), Totenkopfverbände (SS-TV; campos de concentração nazistas), SD (serviço de inteligência) e certas unidades da Waffen-SS (unidades de combate). A maior parte do HSSPF normalmente ocupava o posto de SS-Gruppenführer ou superior, e respondia diretamente a Himmler em todos os assuntos relativos às SS dentro de sua área de responsabilidade. A maioria das SSPF normalmente ocupava o posto de SS-Oberführer ou SS- Brigadeführer e reportava-se ao seu HSSPF. O papel de todos os líderes da SS e da polícia era fazer parte do mecanismo de controlo da SS dentro da sua jurisdição, policiando a população e supervisionando as actividades dos homens da SS dentro de cada respectivo distrito.  O HSSPF poderia contornar a cadeia de comando dos escritórios administrativos das SS, SD, SiPo, SS-TV e Orpo no seu distrito sob o "disfarce de uma situação de emergência", ganhando assim o controlo operacional directo destes grupos. 
Himmler autorizou o estabelecimento de Bases SS e Policiais (SS- und Polizeistützpunkte) na Polônia ocupada e em áreas ocupadas da União Soviética. Eles deveriam ser “complexos agrícolas industrializados armados”. Eles também manteriam a ordem nas áreas onde foram estabelecidos. No entanto, eles não passaram da fase de planejamento. 
Em 1944 e 1945, muitos HSSPF foram promovidos ao posto de general correspondente na Waffen-SS por Himmler. Esta foi aparentemente uma tentativa de lhes proporcionar proteção potencial, dando-lhes o estatuto de combatentes ao abrigo das regras de guerra da Convenção de Haia. 

## Crimes de guerra e crimes contra a humanidade

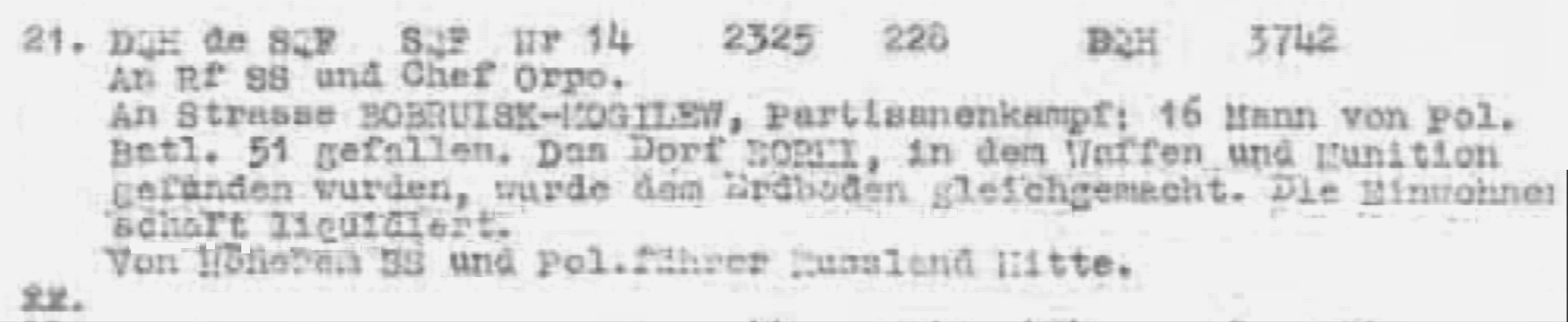
telegrama sem fio descriptografado de "HSSPF Russland Mitte" (centro da Rússia) em 1942, relatando a Himmler a "liquidação" de uma vila na Bielorrússia (relatório da NSA)

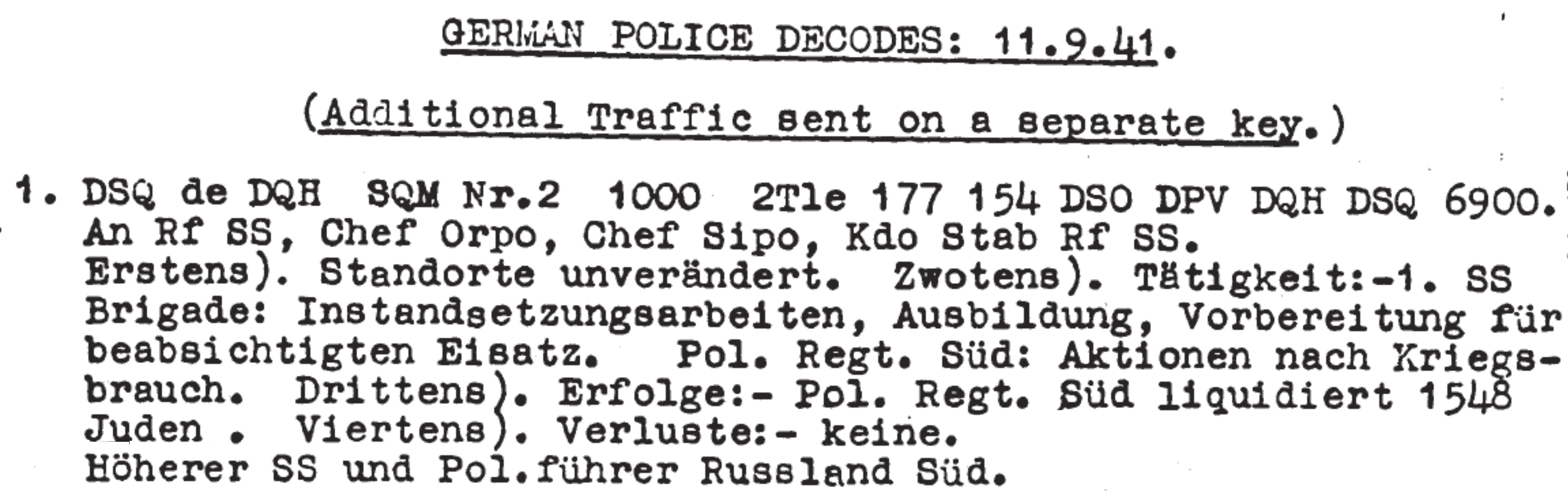
Outra descriptografia, 1941, HSSPF Russland Sud (sul da Rússia), relatando a Himmler a "liquidação" do povo judeu (relatório da NSA)

Os líderes das SS e da polícia foram figuras-chave em muitos dos crimes de guerra cometidos pelo pessoal das SS. O HSSPF serviu como generais comandantes da SS para quaisquer Einsatzgruppen (esquadrões da morte) operando em sua área. Isto implicou ordenar a morte de dezenas de milhares de pessoas. Além disso, lançaram operações antipartisans e ordenaram que unidades policiais adquirissem trabalho forçado para projetos relacionados com a guerra. 
As SS e os líderes da polícia eram a autoridade supervisora dos guetos judeus na Polônia e coordenavam directamente as deportações para campos de extermínio nazistas. Eles tinham comando direto sobre os batalhões da Polícia da Ordem e os regimentos do SD designados para proteger os guetos. O HSSPF fornecia regularmente guardas SS e policiais e outro pessoal de apoio para o transporte para os campos de extermínio, e também negociava com as agências e ministérios do Reich material rodante, suprimentos e provisões, horários ferroviários e uma série de outros requisitos necessários para manter as batidas e os trens da morte em movimento eficiente. E, nos estados satélites e clientes, o HSSPF negociou directamente com os governos fantoches ou colaboracionistas para entregar os seus judeus para deportação para o Leste. Finalmente, as HSSPF também estiveram directamente envolvidas na construção e operação dos campos de extermínio.  Após o fim da guerra, muitos líderes das SS e da polícia, especialmente aqueles que serviram na Polônia e na União Soviética, cometeram suicídio ou foram acusados de crimes de guerra e crimes contra a humanidade. 

## Lista de titulares
Além dos dois HöSSPF mencionados anteriormente, havia cerca de trinta e oito comandos HSSPF, dezenove no Reich e outros dezenove nas terras ocupadas. A maioria deles teve vários comandantes diferentes ao longo da vida do posto.  Da mesma forma, havia cerca de quarenta e nove comandos da SSPF subordinados aos líderes da HSSPF nos territórios ocupados, também com vários comandantes ao longo dos anos. Algumas dessas áreas foram renomeadas, fundidas ou dissolvidas durante a sua existência, especialmente porque o controle militar alemão sobre os territórios orientais foi implacavelmente corroído mais tarde na guerra. 
As tabelas abaixo fornecem um relato tão completo quanto possível dos comandos das SS e da polícia e de seus líderes. Eles listam os nomeados permanentes, mas omitem quaisquer substitutos que atuaram temporariamente nessa qualidade quando o titular estava de licença ou em outra missão.
| Designação SS | Área    | QG                        | HöSSPF               | Datas                              |
| ------------- | ------- | ------------------------- | -------------------- | ---------------------------------- |
| Italien       | Itália  | - Roma - Verona - Bolzano | Karl Wolff           | Setembro de 1943 – Maio de 1945    |
| Ukraine       | Ucrânia | Kiev                      | Hans-Adolf Prützmann | Outubro de 1943 – Setembro de 1944 |

| Designação SS | Wehrkreis | Área                                                                                            | QG                | HSSPF                                                                       | Datas |
| --- | --------- | ----------------------------------------------------------------------------------------------- | ----------------- | --------------------------------------------------------------------------- | --- |
| Nordost | I         | Prússia Oriental                                                                                | Königsberg        | Wilhelm Rediess Jakob Sporrenberg Hans-Adolf Prützmann                      | Junho de 1938 – Junho de 1940 Junho de 1940 – Maio de 1941 Maio de 1941 – Maio de 1945                                                                         |
| Ostsee (Nord antes de abril de 1940)                                                                                       | II        | Pomerânia Mecklenburg                                                                           | Stettin           | Emil Mazuw                                                                  | Agosto de 1938 – Maio de 1945 |
| Spree (Ost antes de Novembro de 1939)                                                                                      | III       | Berlim Brandenburg                                                                              | Berlim            | August Heissmeyer                                                           | Setembro de 1939 – Maio de 1945 |
| Elbe | IV        | Saxônia Halle-Merseburg                                                                         | Dresden           | Theodor Berkelmann Udo von Woyrsch Ludolf-Hermann von Alvensleben           | Junho de 1938 – Abril de 1940 Abril de 1940 – Fevereiro de 1944 Fevereiro de 1944 – Maio de 1945                                                               |
| Südwest | V         | Württemberg Baden Alsácia                                                                       | Stuttgart         | Kurt Kaul Otto Hofmann                                                      | Setembro de 1939 – Abril de 1943 Abril de 1943 – Maio de 1945                                                                                                  |
| West | VI        | Vestfália Norte do Reno                                                                         | Düsseldorf        | Fritz Weitzel Theodor Berkelmann Friedrich Jeckeln Karl Gutenberger         | Junho de 1938 – Abril de 1940 Abril de 1940 – Julho de 1940 Julho de 1940 – Junho de 1941 Julho de 1941 – Maio de 1945                                         |
| Süd | VII       | Alta Baviera Suábia                                                                             | Munique           | Karl von Eberstein Wilhelm Koppe                                            | Março de 1938 – Abril de 1945 Abril de 1945 – Maio de 1945 |
| Südost | VIII      | Silésia                                                                                         | Breslau           | Ernst-Heinrich Schmauser Richard Hildebrandt                                | Maio de 1941 – Fevereiro de 1945 Fevereiro de 1945 – Maio de 1945                                                                                              |
| Fulda-Werra | IX        | Hesse Hesse-Nassau Turíngia                                                                     | Arolsen           | Josias zu Waldeck und Pyrmont                                               | Outubro de 1938 – Maio de 1945 |
| Nordsee (Nordwest antes de abril de 1940)                                                                                  | X         | Schleswig-Holstein Norte de Hanôver Hamburgo Oldenburg Bremen                                   | Hamburg           | Hans-Adolf Prützmann Rudolf Querner Georg-Henning Graf von Bassewitz-Behr   | Junho de 1938 – Abril de 1941 Maio de 1941 – Janeiro de 1943 Fevereiro de 1943 – Maio de 1945                                                                  |
| Mitte | XI        | Anhalt Brunswick Sul de Hanôver Magdeburgo                                                      | Hanôver           | Friedrich Jeckeln Günther Pancke Wilhelm Fuchs Hermann Höfle Rudolf Querner | Junho de 1938 – Julho de 1940 Julho de 1940 – Julho de 1943 Julho de 1943 – Setembro de 1943 Setembro de 1943 – Outubro de 1944 Outubro de 1944 – Maio de 1945 |
| Rhein (Mesclado com Westmark em Maio de 1943 para formar Rhein-Westmark)                                                   | XII       | Sul do Reno Palatinado Sarre (a partir de julho de 1940) Luxemburgo (a partir de julho de 1940) | Wiesbaden         | Richard Hildebrandt Jakob Sporrenberg Erwin Rösener Theodor Berkelmann      | Abril de 1939 – Outubro de 1939 Outubro de 1939 – Julho de 1940 Julho de 1940 a Novembro de 1941 Dezembro de 1941 – Maio de 1943                               |
| Westmark (Lothringen-Saarpfalz antes de Fevereiro de 1941) (Mesclado com Rhein em Maio de 1943 para formar Rhein-Westmark) | XII       | Sarre Lorena                                                                                    | Metz; Saarbrücken | Theodor Berkelmann                                                          | Julho de 1940 – Maio de 1943 |
| Rhein-Westmark | XII       | Sul do Reno Palatinado Luxembourg Sarre Lorena                                                  | Wiesbaden         | Theodor Berkelmann Jürgen Stroop                                            | Maio de 1943 – Novembro de 1943 November 1943 – May 1945 |
| Main | XIII      | Francônia Baixa Baviera Alto Palatinado                                                         | Nuremberg         | Karl von Eberstein Benno Martin                                             | Março de 1938 – Dezembro de 1942 Dezembro de 1942 – Maio de 1945                                                                                               |
| Donau | XVII      | Baixa Áustria Alta Áustria                                                                      | Viena             | Ernst Kaltenbrunner Rudolf Querner Walter Schimana                          | Setembro de 1938 – Janeiro de 1943 Janeiro de 1943 – Outubro de 1944 Outubro de 1944 – Maio de 1945                                                            |
| Alpenland | XVIII     | Caríntia Salzburg Estíria Tirol Vorarlberg                                                      | Salzburg          | Alfred Rodenbücher Gustav Adolf Scheel Erwin Rösener                        | Abril de 1939 – Abril de 1941 Abril de 1941 – Novembro de 1941 Novembro de 1941 – Maio de 1945                                                                 |
| Weichsel | XX        | Reichsgau Danzig-Westpreußen                                                                    | Danzig            | Richard Hildebrandt Fritz Katzmann                                          | September 1939 – April 1943 April 1943 – May 1945 |
| Warthe | XXI       | Reichsgau Wartheland                                                                            | Posen             | Wilhelm Koppe Theodor Berkelmann Heinz Reinefarth Willy Schmelcher          | Outubro de 1939 – Novembro de 1943 Novembro de 1943 – Dezembro de 1943 Janeiro de 1944 – Dezembro de 1944 Dezembro de 1944 – Maio de 1945                      |

| Designação SS                                                              | Área                                      | QG             | HSSPF                                                   | Datas |
| -------------------------------------------------------------------------- | ----------------------------------------- | -------------- | ------------------------------------------------------- | --- |
| Böhmen und Mähren                                                          | Protetorado da Boêmia e Morávia           | Praga          | Karl Hermann Frank Richard Hildebrandt                  | Abril de 1939 – Abril de 1945 Abril de 1945 – Maio de 1945                                                |
| Ost                                                                        | Governo Geral                             | Cracóvia       | Theodor Eicke Friedrich-Wilhelm Krüger Wilhelm Koppe    | Setembro de 1939 Outubro de 1939 – Novembro de 1943 Novembro de 1943 – Maio de 1945                       |
| Nord                                                                       | Noruega                                   | Oslo           | Fritz Weitzel Wilhelm Rediess                           | Abril de 1940 – Junho de 1940 Junho de 1940 – Maio de 1945                                                |
| Nordwest                                                                   | Holanda                                   | Haia           | Hanns Albin Rauter                                      | Junho de 1940 – Maio de 1945                                                                              |
| Ostland und Russland-Nord                                                  | Reichskommissariat Ostland                | Riga           | Hans-Adolf Prützmann Friedrich Jeckeln Hermann Behrends | Junho de 1941 – Outubro de 1941 Novembro de 1941 – Janeiro de 1945 Fevereiro de 1945 – Maio de 1945       |
| Russland-Mitte (até abril de 1943) Russland-Mitte und Weissruthenia        | Bielorrússia                              | Mogilev; Minsk | Erich von dem Bach-Zelewski Curt von Gottberg           | Junho de 1941 – Junho de 1944 Julho de 1944 – Agosto de 1944                                              |
| Russland-Süd (Subordinado ao HöSSPF Ukraine a partir de outubro de 1943)   | Reichskommissariat Ukraine                | Kiev           | Friedrich Jeckeln Hans-Adolf Prützmann                  | Junho de 1941 – Outubro de 1941 Novembro de 1941 – Março de 1944                                          |
| Serbien, Montenegro und Sandschak                                          | Sérvia Montenegro                         | Belgrado       | August Meyszner Hermann Behrends                        | Janeiro de 1942 – Abril de 1944 Abril de 1944 – Outubro de 1944                                           |
| Frankreich                                                                 | França ocupada                            | Paris          | Carl Oberg                                              | Maio de 1942 – Novembro de 1944                                                                           |
| Kroatien                                                                   | Croácia                                   | Zagreb         | Konstantin Kammerhofer                                  | Março de 1943 – Janeiro de 1945                                                                           |
| Operationszone Adriatisches Küstenland (Subordinado ao HöSSPF Italien)     | Zona Operacional do Litoral Adriático     | Trieste        | Odilo Globočnik                                         | Setembro de 1943 – Maio de 1945                                                                           |
| Griechenland                                                               | Grécia                                    | Atenas         | Jürgen Stroop Walter Schimana Hermann Franz             | Setembro de 1943 – Outubro de 1943 Outubro de 1943 – Setembro de 1944 Setembro de 1944 – Novembro de 1944 |
| Schwarzes Meer (Subordinado ao HöSSPF Ukraine a partir de outubro de 1943) | Costa do Mar Negro                        | Nikolajew      | Ludolf-Hermann von Alvensleben Richard Hildebrandt      | Outubro de 1943 – Dezembro de 1943 Dezembro de 1943 – Setembro de 1944                                    |
| Dänemark                                                                   | Dinamarca                                 | Copenhagen     | Günther Pancke                                          | Outubro de 1943 – Maio de 1945                                                                            |
| Ungarn                                                                     | Reino da Hungria (1920-1946)              | Budapeste      | Otto Winkelmann                                         | Março de 1944 – Fevereiro de 1945                                                                         |
| Belgien-Nordfrankreich                                                     | Reichskommissariat Belgien-Nordfrankreich | Bruxelas       | Richard Jungclaus Friedrich Jeckeln                     | Agosto de 1944 – Setembro de 1944 Setembro de 1944 – Janeiro de 1945                                      |
| Albanien                                                                   | Albânia                                   | Tirana         | Josef Fitzthum                                          | Agosto de 1944 – Dezembro de 1944                                                                         |
| Slowakei                                                                   | República Eslovaca (1939–1945)            | Pressburg      | Gottlob Berger Hermann Höfle                            | Agosto de 1944 – Setembro de 1944 Setembro de 1944 – Maio de 1945                                         |
| Siebenbürgen                                                               | Transilvânia                              | –              | Richard Hildebrandt Artur Phleps                        | Agosto de 1944 – Setembro de 1944 Setembro de 1944                                                        |

| Designação SS                                                                | Reportado ao HSSPF ou HöSSPF* de:                                              | SS e Líder da Polícia                                                               | Datas |
| ---------------------------------------------------------------------------- | ------------------------------------------------------------------------------ | ----------------------------------------------------------------------------------- | --- |
| Aserbeidschan**                                                              | Russland-Süd                                                                   | Konstantin Kammerhofer                                                              | Novembro de 1942 – Abril de 1943 |
| Awdejewka**                                                                  | Russland-Süd Ukraine*                                                          | Karl-Heinz Bürger                                                                   | Outubro de 1942 – Dezembro de 1943 |
| Bergvölker-Ordshonikidse**                                                   | Russland-Süd                                                                   | Wilhelm Günther                                                                     | Maio de 1942 – Agosto de 1942 |
| Bialystok                                                                    | Russland-Mitte (até abril de 1943) Russland-Mitte und Weissruthenia            | Werner Fromm Otto Hellwig Heinz Roch                                                | Janeiro de 1942 – Janeiro de 1943 Maio de 1943 – Julho de 1944 Julho de 1944 – Outubro de 1944                                                                          |
| Bozen                                                                        | Italien*                                                                       | Karl Brunner                                                                        | Setembro de 1943 – Maio de 1945 |
| Charkow                                                                      | Russland-Süd                                                                   | Willy Tensfeld Hans Haltermann Günther Merk                                         | Agosto de 1941 – Maio de 1943 Maio de 1943 – Setembro de 1943 Setembro de 1943 – Outubro de 1943                                                                        |
| Dnjepropetrowsk-Krivoi-Rog                                                   | Russland-Süd Ukraine*                                                          | Georg-Henning Graf von Bassewitz-Behr Hermann Harm Waldemar Wappenhans Karl Schäfer | Novembro de 1941 – Agosto de 1942 Agosto de 1942 – Outubro de 1942 Outubro de 1942 – Outubro de 1943 Outubro de 1943 – Novembro de 1943                                 |
| Estland                                                                      | Ostland und Russland-Nord                                                      | Hinrich Möller Walther Schröder                                                     | Agosto de 1941 – Abril de 1944 Abril de 1944 – Outubro de 1944 |
| Friaul (Renomeado Adriatische-West, Abril de 1945)                           | Operationszone Adriatisches Küstenland                                         | Ludolf Jakob von Alvensleben                                                        | Outubro de 1944 – Maio de 1945 |
| Görz                                                                         | Operationszone Adriatisches Küstenland                                         | Karl Taus                                                                           | Maio de 1944 – Maio de 1945 |
| Istrien                                                                      | Operationszone Adriatisches Küstenland                                         | Johann-Erasmus Freiherr von Malsen-Ponickau                                         | Outubro de 1944 – Maio de 1945 |
| Kattowitz                                                                    | Südost                                                                         | Christoph Diehm                                                                     | Outubro de 1944 – Maio de 1945 |
| Kaukasien-Kuban**                                                            | Russland-Süd                                                                   | Konstantin Kammerhofer Theobald Thier                                               | Agosto de 1942 – Novembro de 1942 Novembro de 1942 – Maio de 1943 |
| Kertsch-Tamanhalbinsel**                                                     | Russland-Süd                                                                   | Theobald Thier                                                                      | Maio de 1943 – Julho de 1943 |
| Kiew                                                                         | Russland-Süd Ukraine*                                                          | Hans Haltermann Paul Hennicke                                                       | Outubro de 1941 – Maio de 1943 Maio de 1943 – Dezembro de 1943 |
| Krakau                                                                       | Ost (Governo Geral)                                                            | Karl Zech Hans Schwedler Julian Scherner Theobald Thier                             | Novembro de 1939 – Outubro de 1940 Outubro de 1940 – Agosto de 1941 Agosto de 1941 – Março de 1944 Março de 1944 – Janeiro de 1945                                      |
| Lemberg                                                                      | Ost (Governo Geral)                                                            | Fritz Katzmann Theobald Thier Christoph Diehm                                       | Agosto de 1941 – Abril de 1943 Julho de 1943 – Fevereiro de 1944 Fevereiro de 1944 – September 1944                                                                     |
| Lettland                                                                     | Ostland und Russland-Nord                                                      | Walther Schröder                                                                    | Agosto de 1941 – Outubro de 1944 |
| Litauen                                                                      | Ostland und Russland-Nord                                                      | Lucian Wysocki Hermann Harm Kurt Hintze                                             | Agosto de 1941 – Julho de 1943 Julho de 1943 – Abril de 1944 Abril de 1944 – Setembro de 1944                                                                           |
| Lublin                                                                       | Ost (Governo Geral)                                                            | Odilo Globočnik Jakob Sporrenberg                                                   | Novembro de 1939 – Agosto de 1943 Agosto de 1943 – Novembro de 1944 |
| Metz                                                                         | Rhein-Westmark                                                                 | Anton Dunckern                                                                      | Outubro de 1944 – Novembro de 1944 |
| Mittelitalien-Verona                                                         | Italien*                                                                       | Karl-Heinz Bürger                                                                   | Dezembro de 1943 – Maio de 1945 |
| Mitte-Norwegen                                                               | Nord                                                                           | Richard Kaaserer                                                                    | Novembro de 1944 – Maio de 1945 |
| Mogilew                                                                      | Russland-Mitte (até Abril de 1943) Russland-Mitte und Weissruthenia            | Georg-Henning Graf von Bassewitz-Behr Franz Kutschera Hans Haltermann               | Agosto de 1942 – Abril de 1943 Abril de 1943 – Setembro de 1943 Setembro de 1943 – Julho de 1944                                                                        |
| Montenegro                                                                   | Serbien, Montenegro und Sandschak                                              | Richard Fiedler                                                                     | Outubro de 1943 – Outubro de 1944 |
| Nikolajew                                                                    | Russland-Süd Ukraine*                                                          | Fritz Tittmann Waldemar Wappenhans Paul Zimmermann Ludolf-Hermann von Alvensleben   | Outubro de 1941 – Setembro de 1942 Setembro de 1942 – Abril de 1943 Abril de 1943 – Outubro de 1943 Outubro de 1943 – Fevereiro de 1944                                 |
| Nord-Kaukasien**                                                             | Russland-Süd                                                                   | Karl-Heinz Bürger                                                                   | Agosto de 1942 – Outubro de 1942 |
| Nord-Norwegen                                                                | Nord                                                                           | Heinz Roch                                                                          | Novembro de 1944 – Maio de 1945 |
| Ober-Elsaß                                                                   | Südwest                                                                        | Friedrich Suhr                                                                      | Dezembro de 1944 – Maio de 1945 |
| Oberitalien-Mitte                                                            | Italien*                                                                       | Ernst-Albrecht Hildebrandt                                                          | Abril de 1944 – Outubro de 1944 |
| Oberitalien-West                                                             | Italien*                                                                       | Willy Tensfeld                                                                      | Janeiro de 1944 – Maio de 1945 |
| Pripet                                                                       | Russland-Mitte und Weissruthenia                                               | Ernst Hartmann                                                                      | Dezembro de 1943 – Setembro de 1944 |
| Quarnero                                                                     | Operationszone Adriatisches Küstenland                                         | Wilhelm Traub                                                                       | Outubro de 1944 – Maio de 1945 |
| Radom                                                                        | Ost (Governo Geral)                                                            | Fritz Katzmann Carl Oberg Herbert Böttcher                                          | Novembro de 1939 – Agosto de 1941 Agosto de 1941 – Maio de 1942 Maio de 1942 – Janeiro de 1945                                                                          |
| Rostow-Awdejewka                                                             | Russland-Süd                                                                   | Richard Wendler Gerret Korsemann Paul Hennicke                                      | Janeiro de 1942 – Maio de 1942 Maio de 1942 – Outubro de 1942 Outubro de 1942 – Maio de 1943                                                                            |
| Rowno (Renomeado Wolhynien-Luzk, Setembro de 1942)                           | Russland-Süd Ukraine*                                                          | Gerret Korsemann Waldemar Wappenhans Wilhelm Günther Ernst Hartmann                 | Agosto de 1941 – Janeiro de 1942 Janeiro de 1942 – Agosto de 1942 Setembro de 1942 – Junho de 1944 Junho de 1944 – Setembro de 1944                                     |
| Salzburg                                                                     | Alpenland                                                                      | Erwin Schulz                                                                        | Abril de 1945 – Maio de 1945 |
| Sandschak                                                                    | Serbien, Montenegro und Sandschak                                              | Karl von Krempler Richard Kaaserer                                                  | Setembro de 1943 – Junho de 1944 Junho de 1944 – Novembro de 1944 |
| Saratow                                                                      | Russland-Mitte                                                                 | Walter Schimana                                                                     | Setembro de 1941 – Novembro de 1941 |
| Shitomir                                                                     | Russland-Süd Ukraine*                                                          | Otto Hellwig Willy Schmelcher Ernst Hartmann Christoph Diehm                        | Outubro de 1941 – Maio de 1943 Maio de 1943 – Setembro de 1943 Outubro de 1943 – Janeiro de 1944 Janeiro de 1944 – Fevereiro de 1944                                    |
| Stalino-Donezgebiet                                                          | Russland-Süd                                                                   | Hans Döring Willy Tensfeld                                                          | Novembro de 1941 – Maio de 1943 Maio de 1943 – Setembro de 1943 |
| Stanislav-Rostow (Renomeado Rostow-Awdejewka, Janeiro de 1942)               | Russland-Süd                                                                   | Richard Wendler                                                                     | Agosto de 1941 – Janeiro de 1942 |
| Süd-Norwegen                                                                 | Nord                                                                           | Jakob Sporrenberg                                                                   | Novembro de 1944 – Maio de 1945 |
| Taurien-Krim-Simferopol                                                      | Russland-Süd Ukraine*                                                          | Ludolf-Hermann von Alvensleben Heinz Roch Richard Hildebrandt                       | Novembro de 1941 – Outubro de 1943 Outubro de 1943 – Dezembro de 1943 Dezembro de 1943 – Setembro de 1944                                                               |
| Triest                                                                       | Operationszone Adriatisches Küstenland                                         | Georg Michalsen                                                                     | Outubro de 1944 – Maio de 1945 |
| Tschernigow                                                                  | Russland-Süd                                                                   | Ludolf-Hermann von Alvensleben Willy Schmelcher Ernst Hartmann                      | Outubro de 1941 – Novembro de 1941 Novembro de 1941 – Julho de 1943 Julho de 1943 – Outubro de 1943                                                                     |
| Warsaw                                                                       | Ost (Governo Geral)                                                            | Paul Moder Arpad Wigand Jürgen Stroop Franz Kutschera Paul Otto Geibel              | Novembro de 1939 – Julho de 1941 Agosto de 1941 – Abril de 1943 Abril de 1943 – Setembro de 1943 Setembro de 1943 – Fevereiro de 1944 Março de 1944 – Fevereiro de 1945 |
| Weissruthenien (Também conhecido como Minsk)                                 | Ostland und Russland-Nord (até Abril de 1943) Russland-Mitte und Weissruthenia | Jakob Sporrenberg Carl Zenner Karl Schäfer Curt von Gottberg Erich Ehrlinger        | Julho de 1941 – Agosto de 1941 Agosto de 1941 – Maio de 1942 Maio de 1942 – Julho de 1942 Julho de 1942 – Setembro de 1943 Setembro de 1943 – Abril de 1944             |
| Wolhynien-Brest-Litovsk (Fundido com Rowno, 1º de janeiro de 1942)           | Russland-Süd                                                                   | Waldemar Wappenhans                                                                 | Setembro de 1941 – Dezembro de 1941 |
| Nota: **SSPF originalmente programado para ser atribuído ao HSSPF Kaukasien. |                                                                                |                                                                                     | |